# Salt (película)
Salt (titulada Salt en España y Agente Salt en Hispanoamérica) es una película de acción de Columbia Pictures dirigida por Phillip Noyce y protagonizada por Angelina Jolie. Se estrenó el 23 de julio de 2010 en los Estados Unidos y el 20 de agosto de 2010 en España. Es el top 87 de las 100 mejores películas de acción de todos los tiempos por GQ.

## Argumento
Evelyn Salt es torturada en una prisión de Corea del Norte bajo sospecha de ser una espía estadounidense. Su novio, el aracnólogo Mike Krause, genera tanta publicidad sobre el encarcelamiento de Salt que la Agencia Central de Inteligencia (CIA) se ve obligada a organizar un intercambio de prisioneros a pesar de la política de la agencia en contra. El colega de Salt en la CIA, Ted Winter, saluda a Salt en la frontera. Mientras se alejan, Mike le propone matrimonio, a pesar de que Salt le admite a Mike que ella es, de hecho, una agente de la CIA.
Dos años más tarde, en el aniversario de bodas de Salt y Krause, un desertor ruso llamado Oleg Vasilyevich Orlov entra en la oficina de Salt. Salt lo interroga con Winter y el oficial de contrainteligencia de la CIA, Darryl Peabody, como observadores. Orlov afirma que en el "Día X", agentes durmientes rusos altamente capacitados conocidos como "KA" destruirán los Estados Unidos de América. Orlov les dice que el agente "KA-12" asesinará al presidente ruso Boris Matveyev en el funeral del vicepresidente estadounidense. Orlov revela que KA-12 se llama Evelyn Salt y los detectores de mentiras confirman toda su historia. Peabody ordena detener a Salt, mientras que Orlov mata a dos agentes y escapa. En la confusión, Salt logra escapar del edificio, corriendo descalza por la calle. Mientras la CIA la busca, Salt regresa a casa y descubre que su esposo, Mike, fue secuestrado. Salt registra el departamento con su perro y reúne suministros de supervivencia, armas y una de las arañas de su esposo en un frasco. Deja a su perro con un niño de un apartamento vecino y reanuda su fuga.
Más tarde, en el funeral del vicepresidente, Salt dispara a Matveyev y, en lugar de matar a Peabody y huir, se rinde. Matveyev es declarado muerto. Escapando de la custodia de la CIA, Salt se dirige a una barcaza donde Orlov se esconde con otros agentes durmientes. En una serie de flashbacks, Salt recuerda haber crecido en la Unión Soviética y haber sido entrenado con otros niños. Recuerda que la cambiaron y asumió la vida y la identidad de una niña estadounidense, la verdadera Evelyn Salt, después de que la niña y sus padres murieran en un accidente automovilístico en la Unión Soviética. En la barcaza, Orlov hace matar a Mike frente a ella para probar su lealtad. Orlov está convencido por su reacción sin emociones y le dice que se reunirá con otro KA que la ayudará a asesinar al presidente estadounidense. Salt luego mata a Orlov y a los otros agentes antes de irse. Al reunirse con KA Shnaider, que no lo sabe, Salt usa su tapadera como enlace del Checo OTAN para obtener acceso a la Casa Blanca disfrazada de hombre. Una vez dentro, Shnaider lanza un ataque suicida para obligar al presidente a entrar en un búnker subterráneo seguro, acompañado por Winter. Salt los sigue y logra entrar al búnker antes de que sea sellado.
El presidente de EE. UU. se entera de que Rusia ha movilizado su arsenal nuclear en respuesta al asesinato de su presidente y ordena los preparativos para una represalia a gran escala. Sin embargo, al ver que Salt ha entrado en el búnker, Winter mata repentinamente a todos menos al presidente, revelándose como Nikolai Tarkovsky, otro miembro de la KA. Incapacitando al presidente, Tarkovsky comienza a apuntar misiles nucleares a La Meca y Teherán para incitar a mil millones de musulmanes contra los Estados Unidos. Salt intenta persuadir a Tarkovsky para que la deje entrar en la habitación sellada, pero él se niega una vez que un televisor cercano transmite un informe de que el presidente Matveyev está vivo y bien; Salt había mezclado veneno de araña en la bala que usó para dispararle a Matveyev, simulando la muerte. Tarkovsky luego revela que el secuestro y asesinato de Mike y su tapadera descubierta fueron parte de su plan para culpar a Salt por los ataques nucleares. Salt irrumpe en la habitación antes de que pueda lanzar los misiles. Los dos luchan por el control del maletín nuclear, con Salt abortando los ataques con misiles antes de ser capturada.
Mientras Salt sale encadenada, Tarkovsky agarra un par de tijeras, planeando matarla. Al darse cuenta de esto, Salt, mientras pasa junto a él, engancha la cadena de las esposas alrededor de su cuello y salta sobre la barandilla de la escalera, estrangulándolo hasta la muerte. De camino en helicóptero a su interrogatorio, Salt le explica a Peabody que mató a Tarkovsky porque él orquestó la muerte de su esposo, prometiendo cazar a los agentes restantes de KA si eran liberados, y ofrece el hecho de que Matveyev está vivo y que antes dejó que Peabody viviera, como prueba. Las huellas dactilares de Salt pronto se encuentran en la barcaza donde mataron a los agentes durmientes, lo que respalda su historia, y Peabody le permite escapar del helicóptero al bosque de abajo.
En un final alternativo, Salt, disfrazada de monja, llega al edificio donde fue entrenada cuando era niña en la antigua Unión Soviética. Ella se enfrenta a Orlov en su oficina y le dice que vino a informarle que está "libre". Luego, los dos se involucran en una breve pelea, donde Salt le dispara a Orlov varias veces con disparos no fatales. Más tarde se la ve junto al agua mientras empuja a Orlov, que está atado a una gran roca, al agua y lo ve ahogarse. Luego se muestra el edificio explotando.

## Reparto
- Angelina Jolie como Evelyn Salt/Natasha Chenkova, una agente de la CIA acusada de ser una agente de la KGB.
- Liev Schreiber como Theodore "Ted" Winter/Nikolai Tarkovsky, amigo y colega de Salt.
- Chiwetel Ejiofor como Peabody, un agente ONCIX en busca de Salt.
- Daniel Olbrychski como Oleg Vasilyevich Orlov, un desertor ruso.
- August Diehl como Michael Krause, marido de Salt.
- Hunt Block como el presidente de los Estados Unidos, Howard Lewis.
- Olek Krupa como el presidente de Rusia, Boris Matveyev.
- Corey Stoll como Shnaider
- Yara Shahidi como Cleo, la vecina de Salt.

## Detalles de la producción
En 2007 se informó que Terry George y Peter Berg dirigirían, pero ambos abandonaron el proyecto por razones no reveladas. Un año más tarde se confirmó que Phillip Noyce dirigiría. En 2007, Tom Cruise fue abordado por Noyce para interpretar a Edwin A. Salt del guion escrito por Kurt Wimmer. Cruise se encontraba imposibilitado de realizar el guion debido a otros compromisos y proyectos y el temor de que el personaje estaba demasiado cerca de su personaje en Misión Imposible, Ethan Hunt. Los cineastas trataron de diferenciar el personaje de Hunt, pero finalmente tuvieron que admitir que eran demasiado similares y decidieron no cambiar las características de Salt. Noyce dijo: “pero, sabes, él tenía razón. Era como volver a interpretar un aspecto de un personaje que ya había interpretado. Es como interpretar al hermano o al primo, de alguien que se presenta en otra película”.
Amy Pascal, ejecutiva de Columbia Pictures, le sugirió a Angelina Jolie a Noyce, quien en el pasado había hablado a menudo con Jolie sobre su deseo de crear una franquicia de espionaje femenino. A Jolie se le envió el guion de la secuencia en septiembre de ese año y le gustó. Wimmer, Noyce, y el productor Lorenzo di Bonaventura visitaron a Jolie en Francia para hablar sobre el guion y un posible cambio del personaje. El escritor Brian Helgeland ayudó con el desarrollo de los personajes y el diálogo del guion basado en las notas que salieron de esas conversaciones con Jolie. Y, para acompañar el cambio de género, el nombre del personaje del título fue cambiado a Evelyn Salt. Cuando se le preguntó si el guion escrito para Cruise era el mismo para Jolie, dijo: “Creo que termina siendo un proceso continuo, obviamente se produjo una aceleración al cambiar el personaje central. Pero las ideas —la locomotora de las ideas que impulsan la película— son las mismas. Una agente encubierta de la CIA está acusada de ser informante de Rusia, y tiene que huir para defenderse. Eso ha sido lo mismo desde el primer día. El tono de la película no ha cambiado en esta evolución. De la misma manera, supongo, como —usted sabe— los thrillers de acción han cambiado a lo largo de las líneas de las películas de Bond y las películas de Bourne”.
El 19 de febrero de 2009, se confirmó que Liev Schreiber interpretaría el papel de Ted Winter, el amigo de Evelyn Salt y colega en la CIA. Tres días más tarde, Variety informó que Chiwetel Ejiofor representaría a Peabody, un joven agente de la CIA que tiene como misión asesinar a Salt.

## Rodaje
La filmación principal se realizó en su mayoría en localizaciones de Nueva York y Washington D. C., de marzo a junio de 2009, mientras que nuevas tomas se hicieron en diciembre de 2009. La toma de una secuencia de persecución tuvo lugar en Albany en la calle Wáter, cerca de la Interestatal 787, entre abril y mayo.
Jolie pasó el tiempo de formación antes de la filmación para llevar a cabo una gran parte de sus propias acrobacias. Bonaventura dijo: “Ella está tan preparada y tan lista y súper entusiasmada, que hará cualquier truco. Tuvimos que saltar desde helicópteros, en medio de disparos, saltando de todo tipo de cosas e ingresar en lugares que son imposibles para infiltrarse”. El 29 de mayo de 2009, la filmación se interrumpió temporalmente después de que Jolie sufrió una lesión menor en la cabeza durante la filmación de una escena de acción. Fue llevada al hospital como medida de precaución pero sin mayores consecuencias. El rodaje se reanudó ese mismo día.

## Estreno
La película se presentó el 22 de julio en el Comic-Con 2010. Se estrenó en los Estados Unidos el 23 de julio de 2010, y el 20 de agosto en el Reino Unido y España.

## Crítica
La película recibió críticas generalmente mixtas. La revisión de informes globales Rotten Tomatoes que el 61% de los críticos han dado a la película unos comentarios positivos sobre la base de 150 comentarios, con un promedio de calificación de 6.0/10.
Entre "Los críticos Top Rotten Tomatoes", que consiste en la crítica popular y notable de los principales periódicos, sitios web, programas de televisión y radio, la película mantiene un índice de aprobación de 56%, basado en una muestra de 34 comentarios.
Metacritic, que asigna una puntuación media ponderada de los 100 comentarios de los críticos de cine, tiene una puntuación de calificación de 65 sobre la base de 41 comentarios.
Kirk Honeycutt, reportero de "The Hollywood Reporter" dijo que “si bien absurda a cada paso, Salt es una mejor película de Bond que las películas de Bond más recientes, porque los productores se mantuvieron en trucos reales y limitaron seriamente las artimañas de imágenes generadas por computadora”. El matutino San Francisco Chronicle aseguró que “las escenas de acción son imaginativas y elaboradas sin parecer en ningún momento falsas”.. ... El periódico The Seattle Times dijo que "Jolie encaja perfectamente en el personaje que le tocó representar".
En el caso de Los Angeles Times, los elogios fueron hacia la actriz y no la película: "Jolie continúa probando que puede manejar armas, granadas y a los chicos malos, incluso cuando el argumento no es demasiado verosímil".